# インド気象局
インド気象局 (India Meteorological Department、IMD)は、インド政府の組織であり、気象観測・天気予報・地震観測を担当する。また、インド気象局はアラビア海およびベンガル湾を含むインド洋における熱帯低気圧の予報を行う地域特別気象センターでもある。所在地はインドの首都ニューデリー。

## 歴史
1864年に熱帯低気圧がコルカタを襲い、その後1866年および1871年には季節風が弱く飢饉が起こった。これを受けて一つの建物の中に気象局を設置することが決定された。
最初の気象通報者としてヘンリー・フランシス・ブランフォードがインド政府から指名された。1889年5月からは、当時の首都であったコルカタの観測所長官としてジョン・エリオット卿が指名された。その後、気象局の本部はシムラー、プネーを経て、ニューデリーに移転した。

## 組織
インド気象局の長は、気象局長官(Director General of Meteorology)である。その下に気象局長官補(Additional Director General of Meteorology)が5名おり、内4名はニューデリーにおり、残る1名はプネーにいる。更に気象局副長官(Deputy Director General of Meteorology)が20名おり、その内10名がニューデリーにいる。
地方気象センターが6箇所あり、それぞれを気象局副長官が指揮する。6箇所の地方センターはムンバイ、チェンナイ、ニューデリー、コルカタ、ナーグプル、グワーハーティーにある。更に、各州の州都に支部を置く。

## 任務
インド気象局は観測・通信・予報および気象サービスを行っている。また、インド気象局は、全世界とのデータ交換を行うために、電文交換コンピュータをインドで初めて導入した組織である。インド宇宙研究機関と協力して、インド気象局はインド国家衛星システム(INSAT)を利用して、インド亜大陸の気象監視を行っている。インド気象局は発展途上国の中で最初に自国で静止気象衛星を開発して運用した気象機関となった。
インド気象局のニューデリーは世界気象機関の世界気象監視計画中で設置された6箇所の地域特別気象センターの一つであり、赤道以北のインド洋（アラビア海およびベンガル湾を含む）における熱帯低気圧の活動の予報に対して責任を負う。